# Caleta Fitz
La caleta Fitz (51°44′S 58°16′O / -51.733, -58.267)  es una entrada de mar que se encuentra en el este de la isla Soledad del archipiélago de las Malvinas. Administrativamente pertenece al departamento Islas del Atlántico Sur de la provincia de Tierra del Fuego, Antártida e Islas del Atlántico Sur.
Esta pequeña caleta se ubica en el sector occidental de la hoya Chasco, al sur de las alturas Rivadavia y al norte de Puerto Fitz Roy.